# Russula exalbicans
Russula exalbicans är en svampart som först beskrevs av Christiaan Hendrik Persoon, och fick sitt nu gällande namn av Melzer & Zvára 1927. Russula exalbicans ingår i släktet kremlor och familjen kremlor och riskor.   Inga underarter finns listade i Catalogue of Life.

## Källor

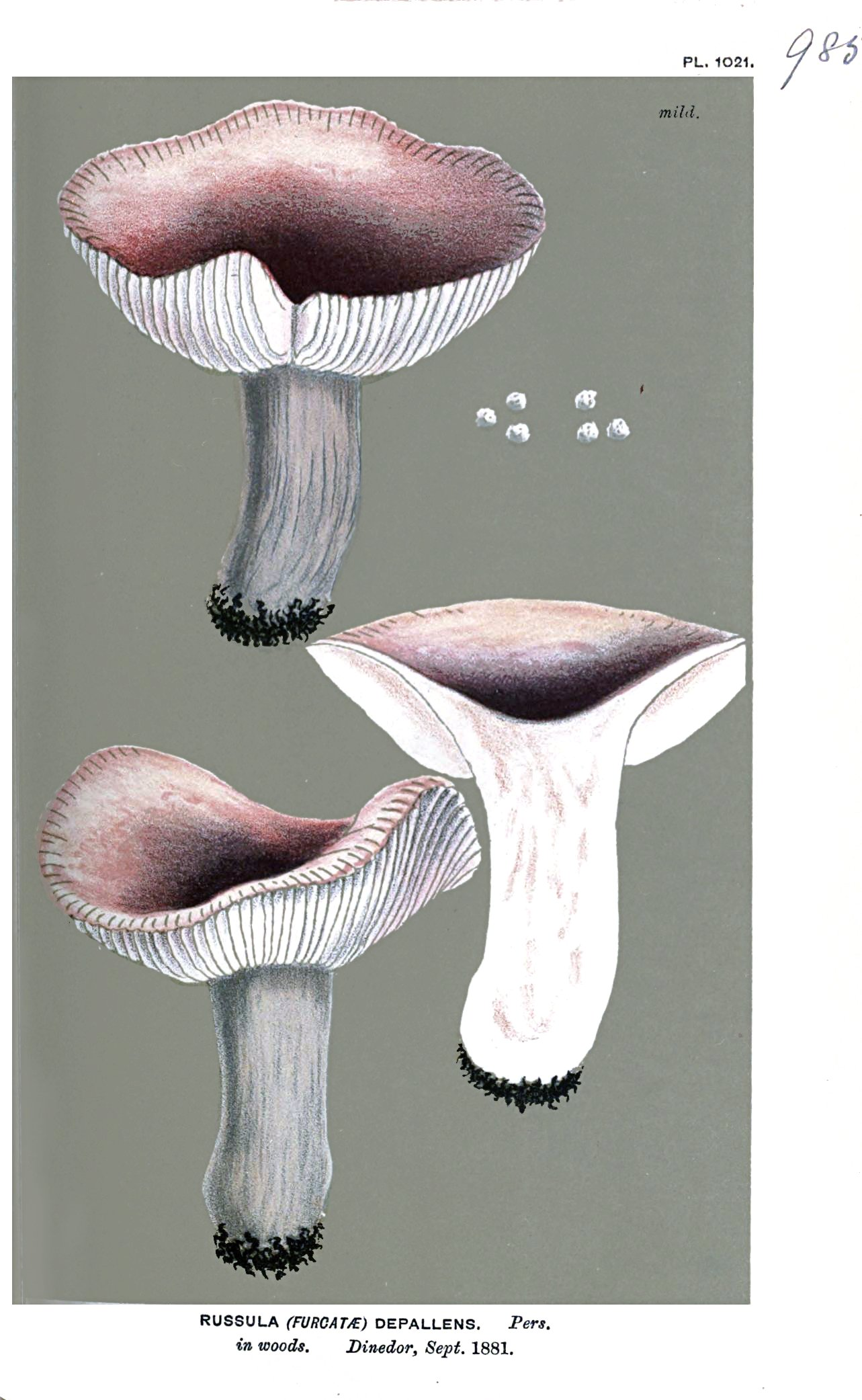
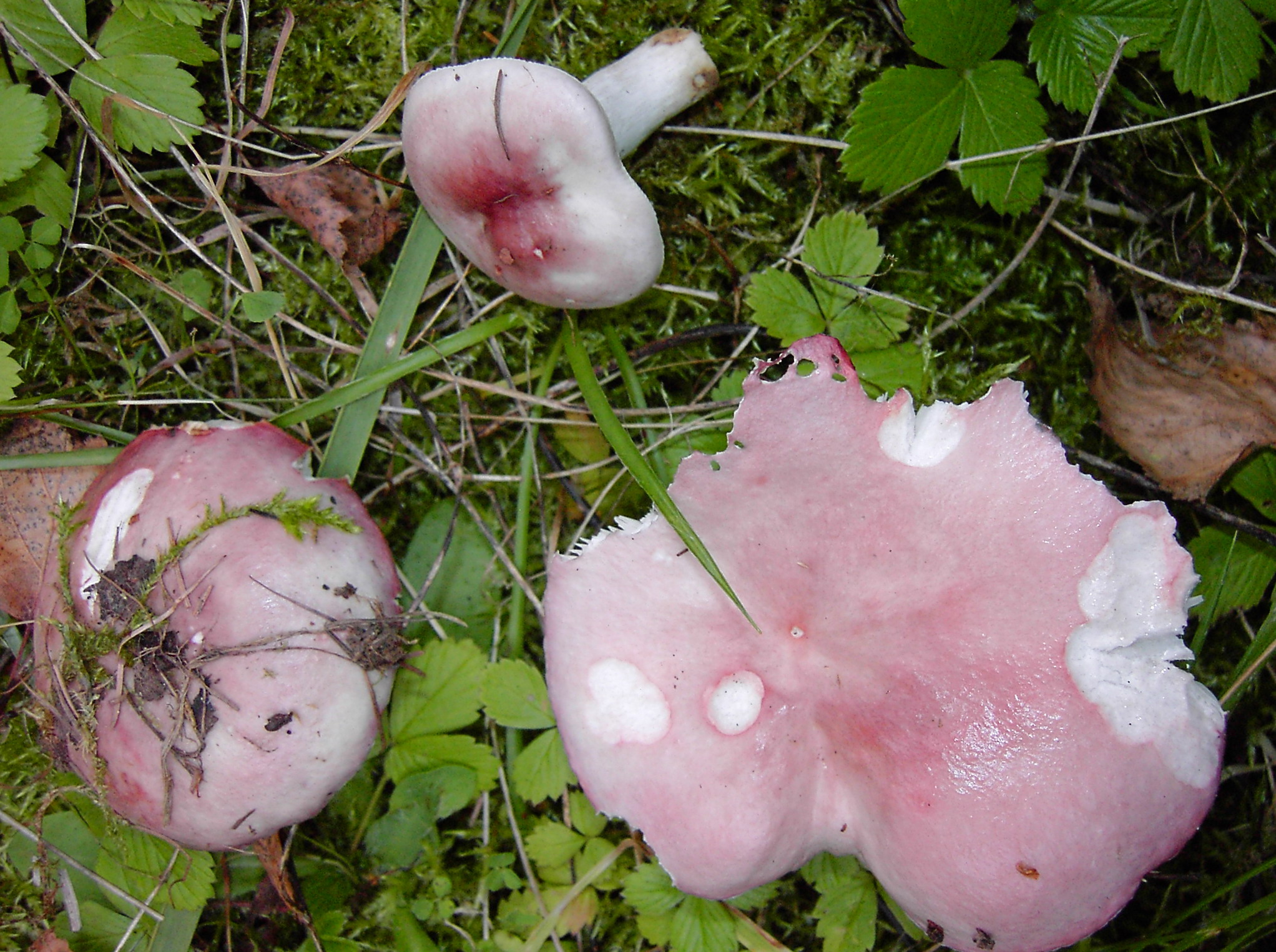
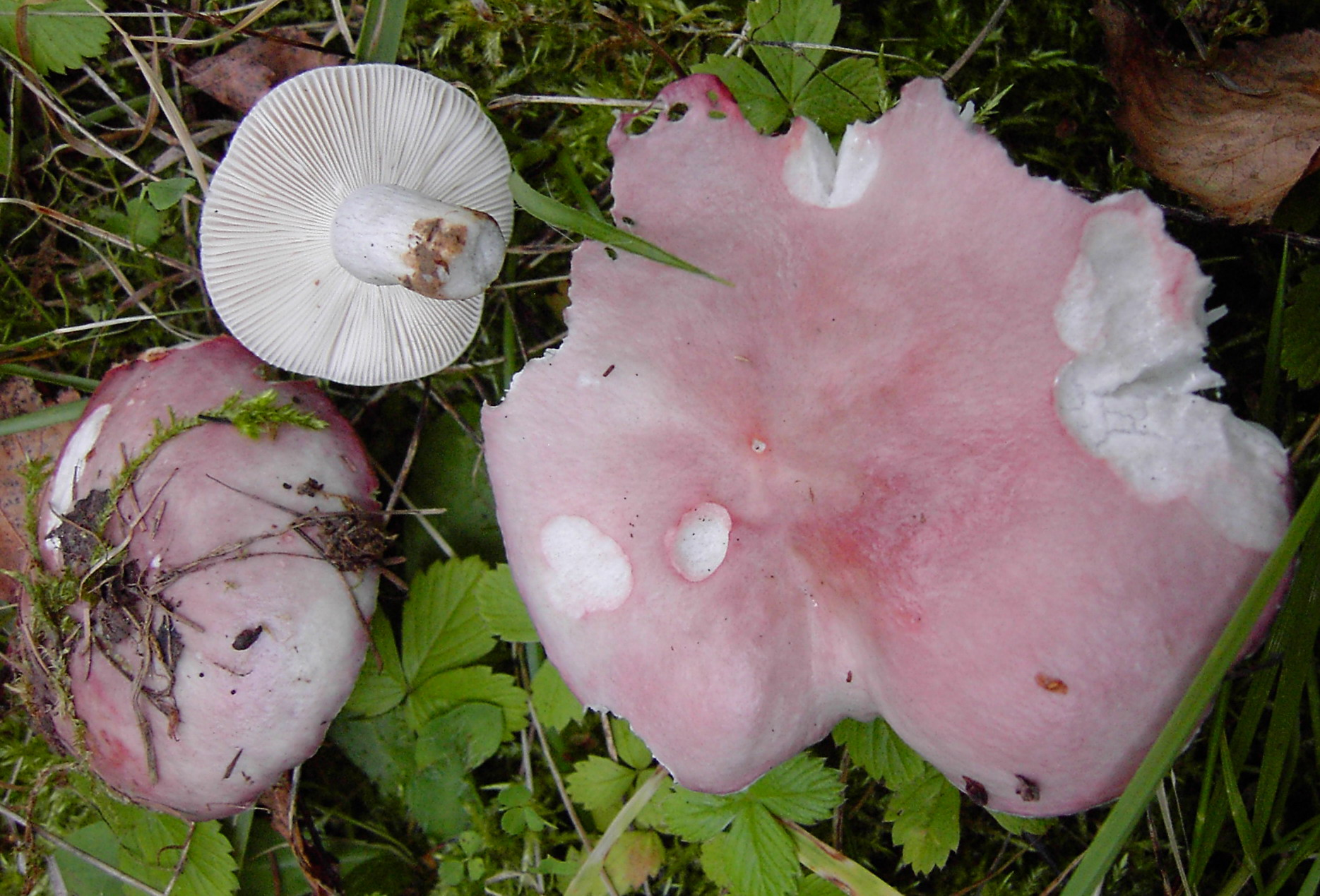